# Грибо
Грибо (нем. Griebo) — деревня в Германии, в земле Саксония-Анхальт. Входит в состав города Косвиг (Анхальт) в районе Виттенберг. Расположена на левом берегу реки Эльба, примерно в 10 км к северо-западу от центра Косвига.

## История
Первое упоминание о Грибо относится к 1185 году. В средние века деревня была частью графства Анхальт и играла важную роль как перевалочный пункт на торговом пути вдоль Эльбы. В XVI веке здесь была построена церковь Святого Лаврентия, которая до сих пор является одной из главных достопримечательностей деревни.
В 1815 году, после Венского конгресса, Грибо вошёл в состав Пруссии. В 1952 году деревня стала частью ГДР, а после объединения Германии в 1990 году — частью федеральной земли Саксония-Анхальт.
До 31 января 2007 года Грибо имел статус общины (коммуны). 1 января 2008 года вошёл в состав города Виттенберг. Последним бургомистром общины Грибо был Йёрг Ганцер.

## География
Грибо расположен в живописной местности на берегу реки Эльба. Ближайшие крупные города — Виттенберг (примерно 15 км к востоку) и Дессау-Рослау (около 25 км к западу). Деревня окружена лесами и сельскохозяйственными угодьями, что делает её привлекательной для туристов и любителей природы. 
Занимает площадь 10,60 км².

## Достопримечательности

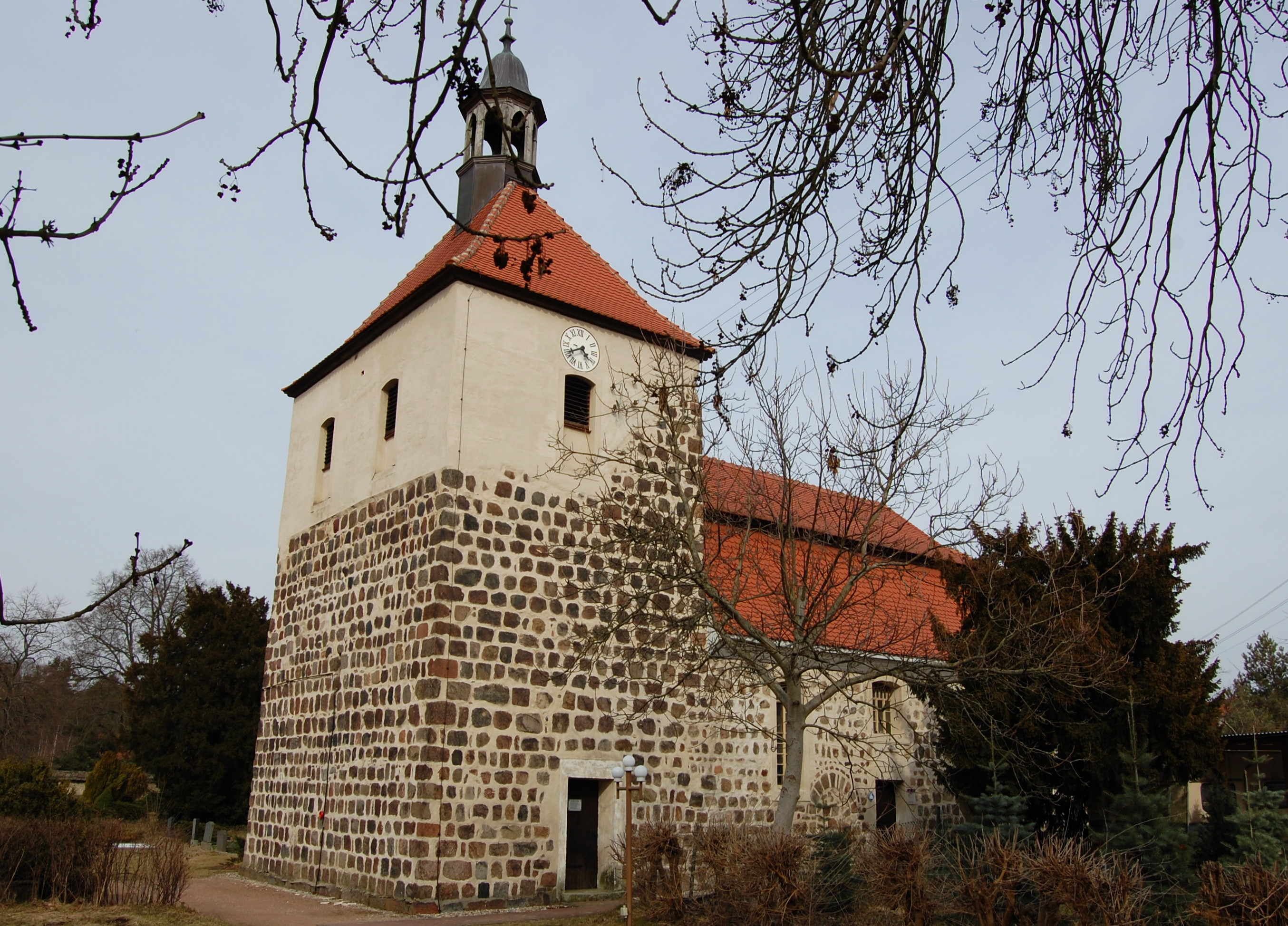
Церковь Святого Иоанна

1. Церковь Святого Лаврентия (нем. St. Laurentius-Kirche) — памятник архитектуры XVI века с сохранившимися фресками и старинным органом.
2. Замок Грибо (нем. Schloss Griebo) — бывшая усадьба, построенная в XIX веке. Сейчас используется как жилое здание.
3. Набережная Эльбы — популярное место для прогулок и велосипедных маршрутов.

## Экономика
Основу экономики Грибо составляют сельское хозяйство и туризм. В деревне есть несколько небольших ферм, а также гостевые дома и кафе, обслуживающие туристов.

## Транспорт
Грибо связан с соседними городами автобусными маршрутами. Ближайшая железнодорожная станция находится в Косвиге, откуда можно добраться до Виттенберга и Дессау.

## Население
По данным на 2021 год, население Грибо составляет около 500 человек. Деревня сохраняет свой традиционный уклад жизни, несмотря на близость к крупным городам.